# Institut forestier et agricole du Sahel
 (juillet 2014).
Si vous disposez d'ouvrages ou d'articles de référence ou si vous connaissez des sites web de qualité traitant du thème abordé ici, merci de compléter l'article en donnant les références utiles à sa vérifiabilité et en les liant à la section « Notes et références ».
Pour les articles homonymes, voir IFAS.
L’Institut Forestier et Agricole du Sahel  (IFAS) est un organisme de formation Agricole du Sahel.
Cet institut de formation rurale est destiné à aider les populations environnantes à se doter des techniques et des outils pour effectuer la transition entre une agriculture vivrière de pénurie et une agriculture commerciale prospère. Cette transition sera amenée dans une perspective de développement intégré en apportant une attention particulière au milieu forestier, à la gestion des ressources aquifères et à l'éducation des femmes.
L'IFAS formera des cadres pour le projet agricole. Le projet agricole aidera à financer l'IFAS. Le reste du financement de l'IFAS se fera par les frais de scolarité et l'aide extérieure.
Il aide des projets de reforestation en Afrique par exemple au Sénégal le projet Beersheba (partie entreprise du projet de reforestation).

## Le bois comme matière première
Au Sahel, le bois est majoritairement utilisé comme combustible et comme matériau de construction. La surpopulation rurale a rompu l'équilibre entre l'homme et la forêt. En zone rurale, le prélèvement quotidien pour les besoins domestiques a depuis longtemps atteint un seuil insupportable. En zone urbaine, les besoins croissants en bois et en charbon accentuent encore la pression sur l'environnement. On estime que la ville de Dakar a un impact dégradant sur la forêt se faisant sentir jusqu'à 800 km de distance. Le recours de plus en plus fréquent des populations aux bonbonnes de gaz pour la cuisson des repas ne résulte pas d'une amélioration du niveau de vie mais bien au contraire d'une dégradation d'un environnement où le bois est de plus en plus absent.